# Neubrandenburg
Neubrandenburg é uma cidade da Alemanha localizada no estado de Mecklemburgo-Pomerânia Ocidental. Ele está localizado na margem do lago Tollensesee e forma o centro urbano do lago terra no leste de Mecklenburg. Os mais próximos grandes cidades são Estetino, Berlim e Rostock.
Neubrandenburg é a capital do distrito (Kreisstadt) de Mecklenburgische Seenplatte. 
É famosa por seu muro medieval da cidade e as quatro portas góticas, daí o seu apelido de "Cidade de quatro portas". A igreja concerto de Neubrandenburg (Konzertkirche) é conhecido em toda a Alemanha.